# Malacomys edwardsi
Malacomys edwardsi és una espècie de mamífer rosegador de la família dels múrids. Viu a Costa d'Ivori, Ghana, Guinea, Libèria, Nigèria i Sierra Leone. Els seus hàbitats naturals són les selves humides de plana i els matollars humits. És una espècie en risc mínim, és a dir, no sembla que hi hagi cap amenaça significativa per a la seva supervivència. Aquest tàxon fou anomenat en honor del paleontòleg francès Alphonse Milne-Edwards.